# Regent College
Das Regent College wurde 1968 als Theologisches Seminar gegründet. Es hat eine evangelikale Ausrichtung und inzwischen eine weltweite Ausstrahlung erhalten. Die Lehrpersonen stammen aus Afrika, Asien, Australien, Europa und Nordamerika, deren kirchliche Hintergründe sind vielfältig, es gehören Baptisten, Anglikaner, Pfingstler, Presbyterianer, Reformierte und weitere Denominationen dazu. Ziel der theologischen Ausbildung ist es, von Jesus Christus zu lernen und Menschen in seinem Sinn gründlich auszubilden, damit sie einen lebendigen Glauben kompetent weitergeben können.
Regent College ist akkreditiert bei der Association of Theological Schools (ATS) in den USA und Kanada. Es ist seit 1973 auch mit der University of British Columbia (UBC) verbunden und Teil des Konsortiums der theologischen Schulen der UBC. Seit dem Jahr 2023 besteht zudem eine Kooperation mit der Freien Theologischen Hochschule im deutschen Gießen. Es werden sechs Studienprogramme angeboten, in denen ein anerkannter theologischer Abschluss gemacht werden kann. Seit den Anfängen haben über 4000 Studenten einen Abschluss gemacht und insgesamt über 17.000 Personen am Regent College studiert.

## Glaubensbekenntnis und ethische Vision
Regent College versteht sein Glaubensbekenntnis (englisch: Doctrinal Statement) in der Folge des apostolischen Glaubensbekenntnisses von Nizäa. Die Lehrpersonen sind verpflichtet, diesem Bekenntnis einmal jährlich schriftlich zuzustimmen. Es umfasst folgende Punkte:
Gott als Vater, Sohn und Heiliger Geist wirkt souverän und gnädig in Schöpfung, Vorsehung, Offenbarung, Erlösung und im letzten Gericht. Die Heilige Schrift ist göttlich inspiriert und ist daher vertrauenswürdig und höchste Autorität in allen Fragen des Glaubens und der Lebensführung. Die universale Sündhaftigkeit und Schuld des Menschen seit dem Sündenfall bringt alle unter Gottes Zorn und Verdammnis. Das stellvertretende Opfer des menschgewordenen Gottessohnes ist einziger Grund für die Erlösung von Schuld, Strafe und Macht der Sünde. Die Rechtfertigung des Sünders erfolgt durch die Gnade Gottes durch den Glauben an den gekreuzigten und von den Toten auferstandenen Christus. Durch den Heiligen Geist erleuchtet, erneuert und heiligt Gott Menschen, die glauben. Die Einheit und das gemeinsame Priestertum aller Gläubigen bilden zusammen die eine universale Kirche, den Leib, dessen Haupt Christus ist. Wir erwarten die persönliche, sichtbare Wiederkunft des Herrn Jesus Christus.
Die ethische Vision (englisch: Moral Vision): Wir verstehen unseren Bildungsauftrag nicht nur als individuelles kognitives Lernen nach einem Lehrplan, sondern auch als Charakterschulung und Gemeinschaft nach den Tugenden von Christus und der Bibel. Wir erfinden und entwerfen keine mehrheitsfähige ethisch-moralische Vision, sondern wir wollen einen Weg von Gott empfangen, wie er ihn bereits in der Heiligen Schrift und durch Jesus gezeigt hat. Aus dieser Offenbarung und Beziehung erwachsen auch gesunde christliche Moralvorstellungen, geistliches Wachstum und menschliche Reife. Wir leben Gastfreundschaft, nachbarschaftliche Beziehungen und begegnen Andersdenkenden mit Respekt und Interesse, ohne unsere Überzeugungen aufzugeben. Unsere Entscheidungen und Handlungen sollen von Gottesfurcht, Liebe zu Gottes Schöpfung, Sorge um Gerechtigkeit und Ehrfurcht vor dem menschlichen Leben geprägt werden.

## Bekannte Lehrer
- Klaus Bockmühl (1931–1989), evangelischer Theologe und Professor für Systematische Theologie 1977–1989.
- Lawrence J. Crabb (1944–2021), Psychologe und Professor für Praktische Theologie 1988–1999.
- Gordon D. Fee (1934–2022), pfingstlicher Pastor und Professor für Neues Testament.
- Stanley Grenz (1950–2005), Theologe und Ethiker.[9]
- James Innell Packer (1926–2020), kanadischer Theologe in der evangelikalen anglikanischen Tradition.
- Eugene H. Peterson (1932–2018), US-amerikanischer presbyterianischer Pfarrer, Sprachwissenschaftler, Bibelübersetzer der The Message, Buchautor, Dichter, Philosoph und Professor.
- Mark A. Noll (* 1946), US-amerikanischer Kirchenhistoriker und Hochschullehrer.